# Paul Guder

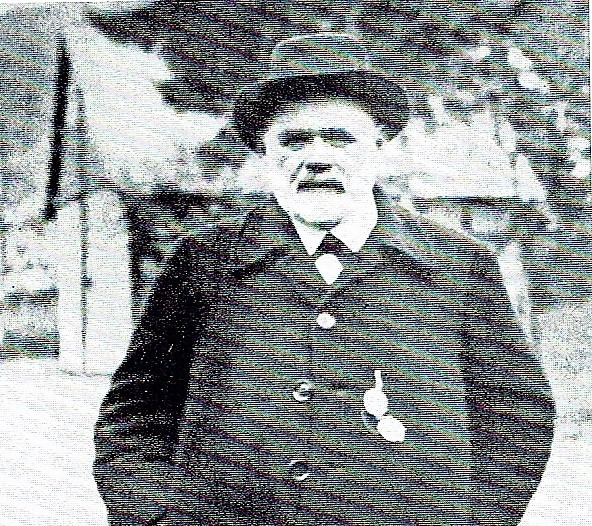
Paul Guder (ca. 1920)

Paul Guder (* 25. Januar 1855 in Modritz in Schlesien, heute zu Otyń; † 7. Dezember 1925 in Laasphe) war ein deutscher Arzt und Fachbuchautor.

## Leben und Wirken
Guder   wurde in Modritz, einem Dorf in der Nähe von Neusalz an der Oder, damals Niederschlesien, im heutigen Polen, geboren. Sein Vater war der dortige Dorfschullehrer Christian Gottfried Guder, der ihn auch zunächst unterrichtete. Nach einem zweijährigen Besuch der Stadtschule zu Neusalz a. O. und weiterem eineinhalbjährigen Privatschulunterricht bei einem Herrn von Crousaz wurde Guder Zögling und Schüler des Pädagogiums in der Garnisons- und Kreisstadt Züllichau. Dort legte er am 6. April 1876 das Reifezeugnis ab. Nach einjährigem Medizinstudium in Tübingen setzte er seine Studien an der Universität Berlin fort und brachte sie am 10. August 1880 zum Abschluss. Seine Dissertation Experimente über die Chinin-Wirkung insbesondere auf das gesunde menschliche Gehörorgan legte er am 6. November 1880 an der Universität Berlin vor.
Nach seinem Medizinstudium war Guder ab 1881 Volontärarzt in der Landesheilanstalt Alt-Scherbitz in Schkeuditz bei Leipzig unter Albrecht Paetz, danach erhielt er eine Stelle als Assistenzarzt an der Psychiatrischen Universitätsklinik Jena. Ab 1886 war er Arzt an der Provinzial-Irrenanstalt Ueckermünde unter Friedrich Siemens. Am 22. Juli 1886 heiratete er Helene Stecher. Im Jahre 1888 zog Guder von Ueckermünde nach Laasphe, wo er eine Praxis eröffnete. 1889 erfolgte die Ernennung zum Kreis-Physikus des Kreises Wittgenstein.  In dieser Funktion hat er sich neben seiner ärztlichen Tätigkeit besonders um die Verbesserung der sanitären Verhältnisse im Kreisgebiet verdient gemacht, indem er die Anlage von Wasserleitungen und Kanalisationen vorantrieb. Guder war Gründer und Vorsitzender des Ärztevereins des Kreises Wittgenstein und Ehrenmitglied des Marburger ärztlichen Vereins. Während des Ersten Weltkrieges leitete er ein großes Vereinslazarett, das in der Turnhalle der Laaspher Präparandenanstalt untergebracht war und von den Wittgensteiner Ärzten unterstützt wurde. Am 10. Februar 1923 wurde er zum Ehrensenator der Philipps-Universität Marburg ernannt. Die Ehrung  erfolgte „als Anerkennung für die Zuweisung von wertvollem Sektionsmaterial und von Kranken mit seltenen Krankheitsbildern sowie für die Überlassung von wissenschaftlichen Werken an die Bibliothek“.
Paul Guder starb am 7. Dezember 1925 im Alter von 70 Jahren in Laasphe und wurde am 10. Dezember 1925 auf dem Waldfriedhof Kunst-Wittgenstein beerdigt. Seine Ehefrau Helene geb. Stecher starb am 21. Februar 1929 im Alter von 74 Jahren und wurde neben ihm beigesetzt. Das Ehepaar war kinderlos. Ihr Grabstein gehörte zu den aufwändigsten des Friedhofes, wurde jedoch inzwischen auf Veranlassung der Stadt Bad Laasphe entfernt. Das Ehepaar Guder hat sein Vermögen einer Stiftung zugunsten der Uni Marburg zukommen lassen. Die „Paul und Helene Guder-Stiftung“ ist im Jahre 2003 aufgelöst worden. Das Vermögen wurde mit anderen Vermächtnissen und Stiftungen unter dem neuen Namen „Stiftung zur Förderung von Forschung und Lehre an der Philipps-Universität Marburg (Universitätsstiftung)“ zusammengelegt.
Guder galt als anerkannter Arzt in den Fachbereichen Neurologie, Psychiatrie sowie Gerichtsmedizin. Aus diesen Fachgebieten veröffentlichte er mehrere Schriften.

## Schriften
- Experimente über die Chinin-Wirkung insbesondere auf das gesunde menschliche Gehörorgan. Schade, Berlin 1880 (Dissertation, Universität Berlin, 1880; Digitalisat).
- Geistesstörungen nach Kopfverletzungen unter besonderer Berücksichtigung ihrer gerichtsärztlichen Beurteilung. Fischer, Jena 1886.
- Ueber den Einfluss der Schwangerschaft auf Epilepsie und epileptische Geistesstörung. Jena 1886
- Compendium der gerichtlichen Medicin. Zum Gebrauche für Studierende und Aerzte. Abel, Leipzig 1887.
- Reflexepilepsie mit Dementia und paralytischen Symptomen. Beseitigung der Anfälle durch Amputation des narbigen Fingers. 1890
- Ueber den Zusammenhang zwischen Trauma und Tuberculose. Eine klinisch-forensische Studie. In: Vierteljahresschrift für gerichtliche Medizin. Bd. 7 (1894), S. 241–280.
- Guder’s Gerichtliche Medizin für Mediziner und Juristen. Unter Berücksichtigung des Bürgerlichen Gesetzbuches, des Unfall-Versicherungs- und des Alters- und Invaliditäts-Versicherungs-Gesetzes. (=Abel’s Medizinische Lehrbücher), bearbeitet von Paul Stolper, Barth, Leipzig 1900 (Digitalisat).